# Stolus canescens
Stolus canescens is een zeekomkommer uit de familie Phyllophoridae.
De wetenschappelijke naam van de soort werd in 1867 gepubliceerd door Karl Semper.